# Tour de Pologne 2023
La 80e édition du Tour de Pologne, une course cycliste sur route par étapes, a lieu du 29 juillet 2023 au 4 août 2023 en Pologne. L'épreuve se déroule sur sept jours entre Poznań et Cracovie sur un parcours total de 1 130,5 km. C'est une épreuve de l'UCI World Tour 2023, le calendrier le plus important du cyclisme sur route.

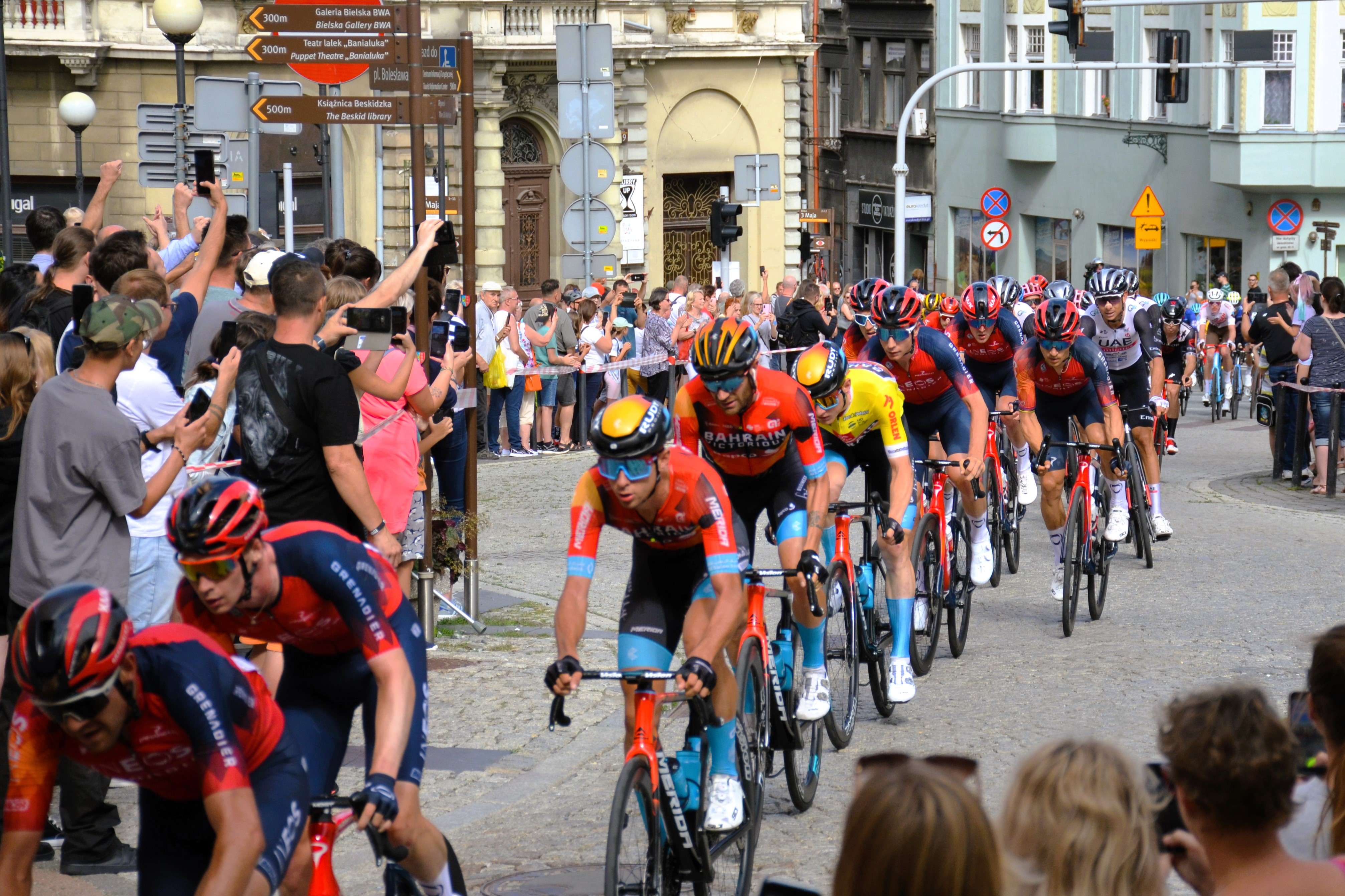
Arrivée de la 5e étape du Tour de Pologne 2023 à Bielsko-Biała.

## Présentation

### Équipes
Vingt-quatre équipes participent à ce Tour de Pologne 2023 : les dix-huit WorldTeams, cinq ProTeams et l'équipe nationale polonaise.
| WorldTeams (18)- AG2R Citroën Team - Alpecin-Deceuninck - Astana Qazaqstan Team - Bahrain Victorious - Bora-Hansgrohe - Cofidis - EF Education-EasyPost - Groupama-FDJ - Ineos Grenadiers - Intermarché-Circus-Wanty - Jumbo-Visma - Movistar Team - Soudal Quick-Step - Arkéa-Samsic - Team DSM-Firmenich - Team Jayco AlUla - Lidl-Trek - UAE Team Emirates ProTeams (5)- Human Powered Health - Lotto Dstny - Q36.5 Pro Cycling Team - Team Novo Nordisk - Tudor Pro Cycling Team Équipe nationale- Pologne |
| |

## Étapes
| Étape     | Date      | Villes étapes              | type                        | Distance (km) | Vainqueur d'étape   | Leader du classement général |
| --------- | --------- | -------------------------- | --------------------------- | ------------- | ------------------- | ---------------------------- |
| 1re étape | 29 juill. | Poznań – Poznań            | étape de plaine             | 183,7         | Tim Merlier         | Tim Merlier                  |
| 2e étape  | 30 juill. | Leszno – Karpacz           | étape vallonnée             | 202,9         | Matej Mohorič       | Matej Mohorič                |
| 3e étape  | 31 juill. | Wałbrzych – Duszniki-Zdrój | étape de moyenne montagne   | 163,3         | Rafał Majka         | Matej Mohorič                |
| 4e étape  | 1 août    | Strzelin – Opole           | étape de plaine             | 198,6         | Olav Kooij          | Matej Mohorič                |
| 5e étape  | 2 août    | Pszczyna – Bielsko-Biała   | étape vallonnée             | 198,8         | Marijn van den Berg | Matej Mohorič                |
| 6e étape  | 3 août    | Katowice – Katowice        | contre-la-montre individuel | 16,6          | Mattia Cattaneo     | Matej Mohorič                |
| 7e étape  | 4 août    | Zabrze – Cracovie          | étape de plaine             | 166,6         | Tim Merlier         | Matej Mohorič                |

## Déroulement de la course

### 1reétape
| \| Classement de l'étape \| Classement de l'étape \| Classement de l'étape \| Classement de l'étape \| Classement de l'étape \| \| Coureur \| Coureur \| Pays \| Équipe \| Temps \| \| --------------------- \| --------------------- \| --------------------- \| ------------------------ \| --------------------- \| \| 1er \| Tim Merlier \| Belgique \| Soudal Quick-Step \| 4 h 15 min 37 s \| \| 2e \| Olav Kooij \| Pays-Bas \| Jumbo-Visma \| + 0 s \| \| 3e \| Fernando Gaviria \| Colombie \| Movistar Team \| + 0 s \| \| 4e \| Sam Bennett \| Irlande \| Bora-Hansgrohe \| + 0 s \| \| 5e \| Max Walscheid \| Allemagne \| Cofidis \| + 0 s \| \| 6e \| Maciej Paterski \| Pologne \| Pologne \| + 0 s \| \| 7e \| Stanisław Aniołkowski \| Pologne \| Human Powered Health \| + 0 s \| \| 8e \| Jon Aberasturi \| Espagne \| Lidl-Trek \| + 0 s \| \| 9e \| Jakub Mareczko \| Italie \| Alpecin-Deceuninck \| + 0 s \| \| 10e \| Gerben Thijssen \| Belgique \| Intermarché-Circus-Wanty \| + 0 s \| |                       |           |                          |                 |
| |                       |           |                          |                 |
| Source : ProCyclingStats |                       |           |                          |                 |
| Classement de l'étape |                       |           |                          |                 |
| Coureur | Coureur               | Pays      | Équipe                   | Temps           |
| 1er | Tim Merlier           | Belgique  | Soudal Quick-Step        | 4 h 15 min 37 s |
| 2e | Olav Kooij            | Pays-Bas  | Jumbo-Visma              | + 0 s           |
| 3e | Fernando Gaviria      | Colombie  | Movistar Team            | + 0 s           |
| 4e | Sam Bennett           | Irlande   | Bora-Hansgrohe           | + 0 s           |
| 5e | Max Walscheid         | Allemagne | Cofidis                  | + 0 s           |
| 6e | Maciej Paterski       | Pologne   | Pologne                  | + 0 s           |
| 7e | Stanisław Aniołkowski | Pologne   | Human Powered Health     | + 0 s           |
| 8e | Jon Aberasturi        | Espagne   | Lidl-Trek                | + 0 s           |
| 9e | Jakub Mareczko        | Italie    | Alpecin-Deceuninck       | + 0 s           |
| 10e | Gerben Thijssen       | Belgique  | Intermarché-Circus-Wanty | + 0 s           |

| \| Classement général \| Classement général \| Classement général \| Classement général \| Classement général \| \| Coureur \| Coureur \| Pays \| Équipe \| Temps \| \| ------------------ \| --------------------- \| ------------------ \| ------------------------ \| ------------------ \| \| 1er \| Tim Merlier \| Belgique \| Soudal Quick-Step \| 4 h 15 min 37 s \| \| 2e \| Olav Kooij \| Pays-Bas \| Jumbo-Visma \| + 4 s \| \| 3e \| Fernando Gaviria \| Colombie \| Movistar Team \| + 6 s \| \| 4e \| Sam Bennett \| Irlande \| Bora-Hansgrohe \| + 10 s \| \| 5e \| Max Walscheid \| Allemagne \| Cofidis \| + 10 s \| \| 6e \| Maciej Paterski \| Pologne \| Pologne \| + 10 s \| \| 7e \| Stanisław Aniołkowski \| Pologne \| Human Powered Health \| + 10 s \| \| 8e \| Jon Aberasturi \| Espagne \| Lidl-Trek \| + 10 s \| \| 9e \| Jakub Mareczko \| Italie \| Alpecin-Deceuninck \| + 10 s \| \| 10e \| Gerben Thijssen \| Belgique \| Intermarché-Circus-Wanty \| + 10 s \| |                       |           |                          |                 |
| |                       |           |                          |                 |
| Source : ProCyclingStats |                       |           |                          |                 |
| Classement général |                       |           |                          |                 |
| Coureur | Coureur               | Pays      | Équipe                   | Temps           |
| 1er | Tim Merlier           | Belgique  | Soudal Quick-Step        | 4 h 15 min 37 s |
| 2e | Olav Kooij            | Pays-Bas  | Jumbo-Visma              | + 4 s           |
| 3e | Fernando Gaviria      | Colombie  | Movistar Team            | + 6 s           |
| 4e | Sam Bennett           | Irlande   | Bora-Hansgrohe           | + 10 s          |
| 5e | Max Walscheid         | Allemagne | Cofidis                  | + 10 s          |
| 6e | Maciej Paterski       | Pologne   | Pologne                  | + 10 s          |
| 7e | Stanisław Aniołkowski | Pologne   | Human Powered Health     | + 10 s          |
| 8e | Jon Aberasturi        | Espagne   | Lidl-Trek                | + 10 s          |
| 9e | Jakub Mareczko        | Italie    | Alpecin-Deceuninck       | + 10 s          |
| 10e | Gerben Thijssen       | Belgique  | Intermarché-Circus-Wanty | + 10 s          |

### 2eétape
| \| Classement de l'étape \| Classement de l'étape \| Classement de l'étape \| Classement de l'étape \| Classement de l'étape \| \| Coureur \| Coureur \| Pays \| Équipe \| Temps \| \| --------------------- \| --------------------- \| --------------------- \| --------------------- \| --------------------- \| \| 1er \| Matej Mohorič \| Slovénie \| Bahrain Victorious \| 4 h 56 min 59 s \| \| 2e \| João Almeida \| Portugal \| UAE Team Emirates \| + 0 s \| \| 3e \| Michał Kwiatkowski \| Pologne \| Ineos Grenadiers \| + 4 s \| \| 4e \| Oscar Onley \| Royaume-Uni \| Team DSM-Firmenich \| + 4 s \| \| 5e \| Ilan Van Wilder \| Belgique \| Soudal Quick-Step \| + 4 s \| \| 6e \| Lenny Martinez \| France \| Groupama-FDJ \| + 4 s \| \| 7e \| Samuele Battistella \| Italie \| Astana Qazaqstan Team \| + 4 s \| \| 8e \| Eddie Dunbar \| Irlande \| Team Jayco AlUla \| + 4 s \| \| 9e \| Sylvain Moniquet \| Belgique \| Lotto Dstny \| + 4 s \| \| 10e \| Rafał Majka \| Pologne \| UAE Team Emirates \| + 4 s \| |                     |             |                       |                 |
| |                     |             |                       |                 |
| Source : ProCyclingStats |                     |             |                       |                 |
| Classement de l'étape |                     |             |                       |                 |
| Coureur | Coureur             | Pays        | Équipe                | Temps           |
| 1er | Matej Mohorič       | Slovénie    | Bahrain Victorious    | 4 h 56 min 59 s |
| 2e | João Almeida        | Portugal    | UAE Team Emirates     | + 0 s           |
| 3e | Michał Kwiatkowski  | Pologne     | Ineos Grenadiers      | + 4 s           |
| 4e | Oscar Onley         | Royaume-Uni | Team DSM-Firmenich    | + 4 s           |
| 5e | Ilan Van Wilder     | Belgique    | Soudal Quick-Step     | + 4 s           |
| 6e | Lenny Martinez      | France      | Groupama-FDJ          | + 4 s           |
| 7e | Samuele Battistella | Italie      | Astana Qazaqstan Team | + 4 s           |
| 8e | Eddie Dunbar        | Irlande     | Team Jayco AlUla      | + 4 s           |
| 9e | Sylvain Moniquet    | Belgique    | Lotto Dstny           | + 4 s           |
| 10e | Rafał Majka         | Pologne     | UAE Team Emirates     | + 4 s           |

| \| Classement général \| Classement général \| Classement général \| Classement général \| Classement général \| \| Coureur \| Coureur \| Pays \| Équipe \| Temps \| \| ------------------ \| ------------------- \| ------------------ \| --------------------- \| ------------------ \| \| 1er \| Matej Mohorič \| Slovénie \| Bahrain Victorious \| 9 h 07 min 07 s \| \| 2e \| João Almeida \| Portugal \| UAE Team Emirates \| + 4 s \| \| 3e \| Michał Kwiatkowski \| Pologne \| Ineos Grenadiers \| + 10 s \| \| 4e \| Ilan Van Wilder \| Belgique \| Soudal Quick-Step \| + 14 s \| \| 5e \| Eddie Dunbar \| Irlande \| Team Jayco AlUla \| + 14 s \| \| 6e \| Samuele Battistella \| Italie \| Astana Qazaqstan Team \| + 14 s \| \| 7e \| Oscar Onley \| Royaume-Uni \| Team DSM-Firmenich \| + 14 s \| \| 8e \| Sylvain Moniquet \| Belgique \| Lotto Dstny \| + 14 s \| \| 9e \| Lenny Martinez \| France \| Groupama-FDJ \| + 14 s \| \| 10e \| Rafał Majka \| Pologne \| UAE Team Emirates \| + 14 s \| |                     |             |                       |                 |
| |                     |             |                       |                 |
| Source : ProCyclingStats |                     |             |                       |                 |
| Classement général |                     |             |                       |                 |
| Coureur | Coureur             | Pays        | Équipe                | Temps           |
| 1er | Matej Mohorič       | Slovénie    | Bahrain Victorious    | 9 h 07 min 07 s |
| 2e | João Almeida        | Portugal    | UAE Team Emirates     | + 4 s           |
| 3e | Michał Kwiatkowski  | Pologne     | Ineos Grenadiers      | + 10 s          |
| 4e | Ilan Van Wilder     | Belgique    | Soudal Quick-Step     | + 14 s          |
| 5e | Eddie Dunbar        | Irlande     | Team Jayco AlUla      | + 14 s          |
| 6e | Samuele Battistella | Italie      | Astana Qazaqstan Team | + 14 s          |
| 7e | Oscar Onley         | Royaume-Uni | Team DSM-Firmenich    | + 14 s          |
| 8e | Sylvain Moniquet    | Belgique    | Lotto Dstny           | + 14 s          |
| 9e | Lenny Martinez      | France      | Groupama-FDJ          | + 14 s          |
| 10e | Rafał Majka         | Pologne     | UAE Team Emirates     | + 14 s          |

### 3eétape
| \| Classement de l'étape \| Classement de l'étape \| Classement de l'étape \| Classement de l'étape \| Classement de l'étape \| \| Coureur \| Coureur \| Pays \| Équipe \| Temps \| \| --------------------- \| --------------------- \| --------------------- \| --------------------- \| --------------------- \| \| 1er \| Rafał Majka \| Pologne \| UAE Team Emirates \| 4 h 07 min 55 s \| \| 2e \| Matej Mohorič \| Slovénie \| Bahrain Victorious \| + 0 s \| \| 3e \| Michał Kwiatkowski \| Pologne \| Ineos Grenadiers \| + 0 s \| \| 4e \| Ilan Van Wilder \| Belgique \| Soudal Quick-Step \| + 0 s \| \| 5e \| Oscar Onley \| Royaume-Uni \| Team DSM-Firmenich \| + 0 s \| \| 6e \| Christian Scaroni \| Italie \| Astana Qazaqstan Team \| + 0 s \| \| 7e \| Lenny Martinez \| France \| Groupama-FDJ \| + 0 s \| \| 8e \| Andrea Vendrame \| Italie \| AG2R Citroën Team \| + 0 s \| \| 9e \| João Almeida \| Portugal \| UAE Team Emirates \| + 0 s \| \| 10e \| Sergio Higuita \| Colombie \| Bora-Hansgrohe \| + 0 s \| |                    |             |                       |                 |
| |                    |             |                       |                 |
| Source : ProCyclingStats |                    |             |                       |                 |
| Classement de l'étape |                    |             |                       |                 |
| Coureur | Coureur            | Pays        | Équipe                | Temps           |
| 1er | Rafał Majka        | Pologne     | UAE Team Emirates     | 4 h 07 min 55 s |
| 2e | Matej Mohorič      | Slovénie    | Bahrain Victorious    | + 0 s           |
| 3e | Michał Kwiatkowski | Pologne     | Ineos Grenadiers      | + 0 s           |
| 4e | Ilan Van Wilder    | Belgique    | Soudal Quick-Step     | + 0 s           |
| 5e | Oscar Onley        | Royaume-Uni | Team DSM-Firmenich    | + 0 s           |
| 6e | Christian Scaroni  | Italie      | Astana Qazaqstan Team | + 0 s           |
| 7e | Lenny Martinez     | France      | Groupama-FDJ          | + 0 s           |
| 8e | Andrea Vendrame    | Italie      | AG2R Citroën Team     | + 0 s           |
| 9e | João Almeida       | Portugal    | UAE Team Emirates     | + 0 s           |
| 10e | Sergio Higuita     | Colombie    | Bora-Hansgrohe        | + 0 s           |

| \| Classement général \| Classement général \| Classement général \| Classement général \| Classement général \| \| Coureur \| Coureur \| Pays \| Équipe \| Temps \| \| ------------------ \| ------------------- \| ------------------ \| --------------------- \| ------------------ \| \| 1er \| Matej Mohorič \| Slovénie \| Bahrain Victorious \| 13 h 14 min 56 s \| \| 2e \| Rafał Majka \| Pologne \| UAE Team Emirates \| + 10 s \| \| 3e \| João Almeida \| Portugal \| UAE Team Emirates \| + 10 s \| \| 4e \| Michał Kwiatkowski \| Pologne \| Ineos Grenadiers \| + 12 s \| \| 5e \| Ilan Van Wilder \| Belgique \| Soudal Quick-Step \| + 20 s \| \| 6e \| Samuele Battistella \| Italie \| Astana Qazaqstan Team \| + 20 s \| \| 7e \| Oscar Onley \| Royaume-Uni \| Team DSM-Firmenich \| + 20 s \| \| 8e \| Eddie Dunbar \| Irlande \| Team Jayco AlUla \| + 20 s \| \| 9e \| Lenny Martinez \| France \| Groupama-FDJ \| + 20 s \| \| 10e \| Sylvain Moniquet \| Belgique \| Lotto Dstny \| + 20 s \| |                     |             |                       |                  |
| |                     |             |                       |                  |
| Source : ProCyclingStats |                     |             |                       |                  |
| Classement général |                     |             |                       |                  |
| Coureur | Coureur             | Pays        | Équipe                | Temps            |
| 1er | Matej Mohorič       | Slovénie    | Bahrain Victorious    | 13 h 14 min 56 s |
| 2e | Rafał Majka         | Pologne     | UAE Team Emirates     | + 10 s           |
| 3e | João Almeida        | Portugal    | UAE Team Emirates     | + 10 s           |
| 4e | Michał Kwiatkowski  | Pologne     | Ineos Grenadiers      | + 12 s           |
| 5e | Ilan Van Wilder     | Belgique    | Soudal Quick-Step     | + 20 s           |
| 6e | Samuele Battistella | Italie      | Astana Qazaqstan Team | + 20 s           |
| 7e | Oscar Onley         | Royaume-Uni | Team DSM-Firmenich    | + 20 s           |
| 8e | Eddie Dunbar        | Irlande     | Team Jayco AlUla      | + 20 s           |
| 9e | Lenny Martinez      | France      | Groupama-FDJ          | + 20 s           |
| 10e | Sylvain Moniquet    | Belgique    | Lotto Dstny           | + 20 s           |

### 4eétape
| \| Classement de l'étape \| Classement de l'étape \| Classement de l'étape \| Classement de l'étape \| Classement de l'étape \| \| Coureur \| Coureur \| Pays \| Équipe \| Temps \| \| --------------------- \| --------------------- \| --------------------- \| ---------------------- \| --------------------- \| \| 1er \| Olav Kooij \| Pays-Bas \| Jumbo-Visma \| 4 h 23 min 15 s \| \| 2e \| Marijn van den Berg \| Pays-Bas \| EF Education-EasyPost \| + 0 s \| \| 3e \| Matteo Moschetti \| Italie \| Q36.5 Pro Cycling Team \| + 0 s \| \| 4e \| Max Walscheid \| Allemagne \| Cofidis \| + 0 s \| \| 5e \| Sam Bennett \| Irlande \| Bora-Hansgrohe \| + 0 s \| \| 6e \| Jakub Mareczko \| Italie \| Alpecin-Deceuninck \| + 0 s \| \| 7e \| Tim Merlier \| Belgique \| Soudal Quick-Step \| + 0 s \| \| 8e \| Arvid de Kleijn \| Pays-Bas \| Tudor Pro Cycling Team \| + 0 s \| \| 9e \| Lionel Taminiaux \| Belgique \| Alpecin-Deceuninck \| + 0 s \| \| 10e \| Matyáš Kopecký \| Tchéquie \| Team Novo Nordisk \| + 0 s \| |                     |           |                        |                 |
| |                     |           |                        |                 |
| Source : ProCyclingStats |                     |           |                        |                 |
| Classement de l'étape |                     |           |                        |                 |
| Coureur | Coureur             | Pays      | Équipe                 | Temps           |
| 1er | Olav Kooij          | Pays-Bas  | Jumbo-Visma            | 4 h 23 min 15 s |
| 2e | Marijn van den Berg | Pays-Bas  | EF Education-EasyPost  | + 0 s           |
| 3e | Matteo Moschetti    | Italie    | Q36.5 Pro Cycling Team | + 0 s           |
| 4e | Max Walscheid       | Allemagne | Cofidis                | + 0 s           |
| 5e | Sam Bennett         | Irlande   | Bora-Hansgrohe         | + 0 s           |
| 6e | Jakub Mareczko      | Italie    | Alpecin-Deceuninck     | + 0 s           |
| 7e | Tim Merlier         | Belgique  | Soudal Quick-Step      | + 0 s           |
| 8e | Arvid de Kleijn     | Pays-Bas  | Tudor Pro Cycling Team | + 0 s           |
| 9e | Lionel Taminiaux    | Belgique  | Alpecin-Deceuninck     | + 0 s           |
| 10e | Matyáš Kopecký      | Tchéquie  | Team Novo Nordisk      | + 0 s           |

| \| Classement général \| Classement général \| Classement général \| Classement général \| Classement général \| \| Coureur \| Coureur \| Pays \| Équipe \| Temps \| \| ------------------ \| ------------------- \| ------------------ \| --------------------- \| ------------------ \| \| 1er \| Matej Mohorič \| Slovénie \| Bahrain Victorious \| 17 h 38 min 11 s \| \| 2e \| João Almeida \| Portugal \| UAE Team Emirates \| + 10 s \| \| 3e \| Rafał Majka \| Pologne \| UAE Team Emirates \| + 10 s \| \| 4e \| Michał Kwiatkowski \| Pologne \| Ineos Grenadiers \| + 12 s \| \| 5e \| Eddie Dunbar \| Irlande \| Team Jayco AlUla \| + 20 s \| \| 6e \| Ilan Van Wilder \| Belgique \| Soudal Quick-Step \| + 20 s \| \| 7e \| Oscar Onley \| Royaume-Uni \| Team DSM-Firmenich \| + 20 s \| \| 8e \| Samuele Battistella \| Italie \| Astana Qazaqstan Team \| + 20 s \| \| 9e \| Lenny Martinez \| France \| Groupama-FDJ \| + 20 s \| \| 10e \| Sylvain Moniquet \| Belgique \| Lotto Dstny \| + 20 s \| |                     |             |                       |                  |
| |                     |             |                       |                  |
| Source : ProCyclingStats |                     |             |                       |                  |
| Classement général |                     |             |                       |                  |
| Coureur | Coureur             | Pays        | Équipe                | Temps            |
| 1er | Matej Mohorič       | Slovénie    | Bahrain Victorious    | 17 h 38 min 11 s |
| 2e | João Almeida        | Portugal    | UAE Team Emirates     | + 10 s           |
| 3e | Rafał Majka         | Pologne     | UAE Team Emirates     | + 10 s           |
| 4e | Michał Kwiatkowski  | Pologne     | Ineos Grenadiers      | + 12 s           |
| 5e | Eddie Dunbar        | Irlande     | Team Jayco AlUla      | + 20 s           |
| 6e | Ilan Van Wilder     | Belgique    | Soudal Quick-Step     | + 20 s           |
| 7e | Oscar Onley         | Royaume-Uni | Team DSM-Firmenich    | + 20 s           |
| 8e | Samuele Battistella | Italie      | Astana Qazaqstan Team | + 20 s           |
| 9e | Lenny Martinez      | France      | Groupama-FDJ          | + 20 s           |
| 10e | Sylvain Moniquet    | Belgique    | Lotto Dstny           | + 20 s           |

### 5eétape
| \| Classement de l'étape \| Classement de l'étape \| Classement de l'étape \| Classement de l'étape \| Classement de l'étape \| \| Coureur \| Coureur \| Pays \| Équipe \| Temps \| \| --------------------- \| --------------------- \| --------------------- \| ------------------------- \| --------------------- \| \| 1er \| Marijn van den Berg \| Pays-Bas \| EF Education-EasyPost \| 4 h 51 min 27 s \| \| 2e \| Matej Mohorič \| Slovénie \| Bahrain Victorious \| + 0 s \| \| 3e \| João Almeida \| Portugal \| UAE Team Emirates \| + 0 s \| \| 4e \| Michał Kwiatkowski \| Pologne \| Ineos Grenadiers \| + 0 s \| \| 5e \| Finn Fisher-Black \| Nouvelle-Zélande \| UAE Team Emirates \| + 0 s \| \| 6e \| Andreas Kron \| Danemark \| Lotto Dstny \| + 0 s \| \| 7e \| Sergio Higuita \| Colombie \| Bora-Hansgrohe \| + 0 s \| \| 8e \| Lewis Askey \| Royaume-Uni \| Groupama-FDJ \| + 0 s \| \| 9e \| Christian Scaroni \| Italie \| Astana Qazaqstan Team \| + 0 s \| \| 10e \| Marcin Budziński \| Pologne \| HRE Mazowsze Serce Polski \| + 0 s \| |                     |                  |                           |                 |
| |                     |                  |                           |                 |
| Source : ProCyclingStats |                     |                  |                           |                 |
| Classement de l'étape |                     |                  |                           |                 |
| Coureur | Coureur             | Pays             | Équipe                    | Temps           |
| 1er | Marijn van den Berg | Pays-Bas         | EF Education-EasyPost     | 4 h 51 min 27 s |
| 2e | Matej Mohorič       | Slovénie         | Bahrain Victorious        | + 0 s           |
| 3e | João Almeida        | Portugal         | UAE Team Emirates         | + 0 s           |
| 4e | Michał Kwiatkowski  | Pologne          | Ineos Grenadiers          | + 0 s           |
| 5e | Finn Fisher-Black   | Nouvelle-Zélande | UAE Team Emirates         | + 0 s           |
| 6e | Andreas Kron        | Danemark         | Lotto Dstny               | + 0 s           |
| 7e | Sergio Higuita      | Colombie         | Bora-Hansgrohe            | + 0 s           |
| 8e | Lewis Askey         | Royaume-Uni      | Groupama-FDJ              | + 0 s           |
| 9e | Christian Scaroni   | Italie           | Astana Qazaqstan Team     | + 0 s           |
| 10e | Marcin Budziński    | Pologne          | HRE Mazowsze Serce Polski | + 0 s           |

| \| Classement général \| Classement général \| Classement général \| Classement général \| Classement général \| \| Coureur \| Coureur \| Pays \| Équipe \| Temps \| \| ------------------ \| ------------------- \| ------------------ \| --------------------- \| ------------------ \| \| 1er \| Matej Mohorič \| Slovénie \| Bahrain Victorious \| 22 h 29 min 32 s \| \| 2e \| João Almeida \| Portugal \| UAE Team Emirates \| + 12 s \| \| 3e \| Rafał Majka \| Pologne \| UAE Team Emirates \| + 16 s \| \| 4e \| Michał Kwiatkowski \| Pologne \| Ineos Grenadiers \| + 18 s \| \| 5e \| Oscar Onley \| Royaume-Uni \| Team DSM-Firmenich \| + 26 s \| \| 6e \| Eddie Dunbar \| Irlande \| Team Jayco AlUla \| + 26 s \| \| 7e \| Ilan Van Wilder \| Belgique \| Soudal Quick-Step \| + 26 s \| \| 8e \| Samuele Battistella \| Italie \| Astana Qazaqstan Team \| + 26 s \| \| 9e \| Sylvain Moniquet \| Belgique \| Lotto Dstny \| + 26 s \| \| 10e \| Lenny Martinez \| France \| Groupama-FDJ \| + 26 s \| |                     |             |                       |                  |
| |                     |             |                       |                  |
| Source : ProCyclingStats |                     |             |                       |                  |
| Classement général |                     |             |                       |                  |
| Coureur | Coureur             | Pays        | Équipe                | Temps            |
| 1er | Matej Mohorič       | Slovénie    | Bahrain Victorious    | 22 h 29 min 32 s |
| 2e | João Almeida        | Portugal    | UAE Team Emirates     | + 12 s           |
| 3e | Rafał Majka         | Pologne     | UAE Team Emirates     | + 16 s           |
| 4e | Michał Kwiatkowski  | Pologne     | Ineos Grenadiers      | + 18 s           |
| 5e | Oscar Onley         | Royaume-Uni | Team DSM-Firmenich    | + 26 s           |
| 6e | Eddie Dunbar        | Irlande     | Team Jayco AlUla      | + 26 s           |
| 7e | Ilan Van Wilder     | Belgique    | Soudal Quick-Step     | + 26 s           |
| 8e | Samuele Battistella | Italie      | Astana Qazaqstan Team | + 26 s           |
| 9e | Sylvain Moniquet    | Belgique    | Lotto Dstny           | + 26 s           |
| 10e | Lenny Martinez      | France      | Groupama-FDJ          | + 26 s           |

### 6eétape
| \| Classement de l'étape \| Classement de l'étape \| Classement de l'étape \| Classement de l'étape \| Classement de l'étape \| \| Coureur \| Coureur \| Pays \| Équipe \| Temps \| \| --------------------- \| --------------------- \| --------------------- \| --------------------- \| --------------------- \| \| 1er \| Mattia Cattaneo \| Italie \| Soudal Quick-Step \| 19 min 10 s \| \| 2e \| João Almeida \| Portugal \| UAE Team Emirates \| + 13 s \| \| 3e \| Geraint Thomas \| Royaume-Uni \| Ineos Grenadiers \| + 14 s \| \| 4e \| Finn Fisher-Black \| Nouvelle-Zélande \| UAE Team Emirates \| + 16 s \| \| 5e \| Tim Wellens \| Belgique \| UAE Team Emirates \| + 17 s \| \| 6e \| Ilan Van Wilder \| Belgique \| Soudal Quick-Step \| + 18 s \| \| 7e \| Kévin Vauquelin \| France \| Arkéa-Samsic \| + 18 s \| \| 8e \| Michał Kwiatkowski \| Pologne \| Ineos Grenadiers \| + 21 s \| \| 9e \| Tobias Foss \| Norvège \| Jumbo-Visma \| + 21 s \| \| 10e \| Brandon McNulty \| États-Unis \| UAE Team Emirates \| + 24 s \| |                    |                  |                   |             |
| |                    |                  |                   |             |
| Source : ProCyclingStats |                    |                  |                   |             |
| Classement de l'étape |                    |                  |                   |             |
| Coureur | Coureur            | Pays             | Équipe            | Temps       |
| 1er | Mattia Cattaneo    | Italie           | Soudal Quick-Step | 19 min 10 s |
| 2e | João Almeida       | Portugal         | UAE Team Emirates | + 13 s      |
| 3e | Geraint Thomas     | Royaume-Uni      | Ineos Grenadiers  | + 14 s      |
| 4e | Finn Fisher-Black  | Nouvelle-Zélande | UAE Team Emirates | + 16 s      |
| 5e | Tim Wellens        | Belgique         | UAE Team Emirates | + 17 s      |
| 6e | Ilan Van Wilder    | Belgique         | Soudal Quick-Step | + 18 s      |
| 7e | Kévin Vauquelin    | France           | Arkéa-Samsic      | + 18 s      |
| 8e | Michał Kwiatkowski | Pologne          | Ineos Grenadiers  | + 21 s      |
| 9e | Tobias Foss        | Norvège          | Jumbo-Visma       | + 21 s      |
| 10e | Brandon McNulty    | États-Unis       | UAE Team Emirates | + 24 s      |

| \| Classement général \| Classement général \| Classement général \| Classement général \| Classement général \| \| Coureur \| Coureur \| Pays \| Équipe \| Temps \| \| ------------------ \| ------------------- \| ------------------ \| --------------------- \| ------------------ \| \| 1er \| Matej Mohorič \| Slovénie \| Bahrain Victorious \| 22 h 49 min 07 s \| \| 2e \| João Almeida \| Portugal \| UAE Team Emirates \| + 0 s \| \| 3e \| Michał Kwiatkowski \| Pologne \| Ineos Grenadiers \| + 14 s \| \| 4e \| Ilan Van Wilder \| Belgique \| Soudal Quick-Step \| + 19 s \| \| 5e \| Mattia Cattaneo \| Italie \| Soudal Quick-Step \| + 38 s \| \| 6e \| Brandon McNulty \| États-Unis \| UAE Team Emirates \| + 39 s \| \| 7e \| Eddie Dunbar \| Irlande \| Team Jayco AlUla \| + 52 s \| \| 8e \| Rafał Majka \| Pologne \| UAE Team Emirates \| + 55 s \| \| 9e \| Samuele Battistella \| Italie \| Astana Qazaqstan Team \| + 57 s \| \| 10e \| Oscar Onley \| Royaume-Uni \| Team DSM-Firmenich \| + 1 min 04 s \| |                     |             |                       |                  |
| |                     |             |                       |                  |
| Source : ProCyclingStats |                     |             |                       |                  |
| Classement général |                     |             |                       |                  |
| Coureur | Coureur             | Pays        | Équipe                | Temps            |
| 1er | Matej Mohorič       | Slovénie    | Bahrain Victorious    | 22 h 49 min 07 s |
| 2e | João Almeida        | Portugal    | UAE Team Emirates     | + 0 s            |
| 3e | Michał Kwiatkowski  | Pologne     | Ineos Grenadiers      | + 14 s           |
| 4e | Ilan Van Wilder     | Belgique    | Soudal Quick-Step     | + 19 s           |
| 5e | Mattia Cattaneo     | Italie      | Soudal Quick-Step     | + 38 s           |
| 6e | Brandon McNulty     | États-Unis  | UAE Team Emirates     | + 39 s           |
| 7e | Eddie Dunbar        | Irlande     | Team Jayco AlUla      | + 52 s           |
| 8e | Rafał Majka         | Pologne     | UAE Team Emirates     | + 55 s           |
| 9e | Samuele Battistella | Italie      | Astana Qazaqstan Team | + 57 s           |
| 10e | Oscar Onley         | Royaume-Uni | Team DSM-Firmenich    | + 1 min 04 s     |

### 7eétape
| \| Classement de l'étape \| Classement de l'étape \| Classement de l'étape \| Classement de l'étape \| Classement de l'étape \| \| Coureur \| Coureur \| Pays \| Équipe \| Temps \| \| --------------------- \| --------------------- \| --------------------- \| ------------------------ \| --------------------- \| \| 1er \| Tim Merlier \| Belgique \| Soudal Quick-Step \| 3 h 28 min 44 s \| \| 2e \| Arvid de Kleijn \| Pays-Bas \| Tudor Pro Cycling Team \| + 0 s \| \| 3e \| Fernando Gaviria \| Colombie \| Movistar Team \| + 0 s \| \| 4e \| Gerben Thijssen \| Belgique \| Intermarché-Circus-Wanty \| + 0 s \| \| 5e \| Paul Penhoët \| France \| Groupama-FDJ \| + 0 s \| \| 6e \| Stanisław Aniołkowski \| Pologne \| Human Powered Health \| + 0 s \| \| 7e \| Pierre Gautherat \| France \| AG2R Citroën Team \| + 0 s \| \| 8e \| Rüdiger Selig \| Allemagne \| Lotto Dstny \| + 0 s \| \| 9e \| Matteo Moschetti \| Italie \| Q36.5 Pro Cycling Team \| + 0 s \| \| 10e \| Andrea Pasqualon \| Italie \| Bahrain Victorious \| + 0 s \| |                       |           |                          |                 |
| |                       |           |                          |                 |
| Source : ProCyclingStats |                       |           |                          |                 |
| Classement de l'étape |                       |           |                          |                 |
| Coureur | Coureur               | Pays      | Équipe                   | Temps           |
| 1er | Tim Merlier           | Belgique  | Soudal Quick-Step        | 3 h 28 min 44 s |
| 2e | Arvid de Kleijn       | Pays-Bas  | Tudor Pro Cycling Team   | + 0 s           |
| 3e | Fernando Gaviria      | Colombie  | Movistar Team            | + 0 s           |
| 4e | Gerben Thijssen       | Belgique  | Intermarché-Circus-Wanty | + 0 s           |
| 5e | Paul Penhoët          | France    | Groupama-FDJ             | + 0 s           |
| 6e | Stanisław Aniołkowski | Pologne   | Human Powered Health     | + 0 s           |
| 7e | Pierre Gautherat      | France    | AG2R Citroën Team        | + 0 s           |
| 8e | Rüdiger Selig         | Allemagne | Lotto Dstny              | + 0 s           |
| 9e | Matteo Moschetti      | Italie    | Q36.5 Pro Cycling Team   | + 0 s           |
| 10e | Andrea Pasqualon      | Italie    | Bahrain Victorious       | + 0 s           |

## Classements finals

### Classement général
| \| Classement général \| Classement général \| Classement général \| Classement général \| Classement général \| \| Coureur \| Coureur \| Pays \| Équipe \| Temps \| \| ------------------ \| ------------------- \| ------------------ \| --------------------- \| ------------------ \| \| 1er \| Matej Mohorič \| Slovénie \| Bahrain Victorious \| 26 h 17 min 48 s \| \| 2e \| João Almeida \| Portugal \| UAE Team Emirates \| + 1 s \| \| 3e \| Michał Kwiatkowski \| Pologne \| Ineos Grenadiers \| + 17 s \| \| 4e \| Ilan Van Wilder \| Belgique \| Soudal Quick-Step \| + 22 s \| \| 5e \| Mattia Cattaneo \| Italie \| Soudal Quick-Step \| + 41 s \| \| 6e \| Brandon McNulty \| États-Unis \| UAE Team Emirates \| + 42 s \| \| 7e \| Eddie Dunbar \| Irlande \| Team Jayco AlUla \| + 55 s \| \| 8e \| Rafał Majka \| Pologne \| UAE Team Emirates \| + 58 s \| \| 9e \| Samuele Battistella \| Italie \| Astana Qazaqstan Team \| + 1 min 00 s \| \| 10e \| Oscar Onley \| Royaume-Uni \| Team DSM-Firmenich \| + 1 min 07 s \| |                     |             |                       |                  |
| |                     |             |                       |                  |
| Source : ProCyclingStats |                     |             |                       |                  |
| Classement général |                     |             |                       |                  |
| Coureur | Coureur             | Pays        | Équipe                | Temps            |
| 1er | Matej Mohorič       | Slovénie    | Bahrain Victorious    | 26 h 17 min 48 s |
| 2e | João Almeida        | Portugal    | UAE Team Emirates     | + 1 s            |
| 3e | Michał Kwiatkowski  | Pologne     | Ineos Grenadiers      | + 17 s           |
| 4e | Ilan Van Wilder     | Belgique    | Soudal Quick-Step     | + 22 s           |
| 5e | Mattia Cattaneo     | Italie      | Soudal Quick-Step     | + 41 s           |
| 6e | Brandon McNulty     | États-Unis  | UAE Team Emirates     | + 42 s           |
| 7e | Eddie Dunbar        | Irlande     | Team Jayco AlUla      | + 55 s           |
| 8e | Rafał Majka         | Pologne     | UAE Team Emirates     | + 58 s           |
| 9e | Samuele Battistella | Italie      | Astana Qazaqstan Team | + 1 min 00 s     |
| 10e | Oscar Onley         | Royaume-Uni | Team DSM-Firmenich    | + 1 min 07 s     |

| Classement des sprints | Classement des sprints | Classement des sprints | Classement des sprints | Classement des sprints |
| Coureur                | Coureur                | Pays                   | Équipe                 | Points                 |
| ---------------------- | ---------------------- | ---------------------- | ---------------------- | ---------------------- |
| 1er                    | Matej Mohorič          | Slovénie               | Bahrain Victorious     | 68 pts                 |
| 2e                     | João Almeida           | Portugal               | UAE Team Emirates      | 68 pts                 |
| 3e                     | Michał Kwiatkowski     | Pologne                | Ineos Grenadiers       | 66 pts                 |
| 4e                     | Marijn van den Berg    | Pays-Bas               | EF Education-EasyPost  | 61 pts                 |
| 5e                     | Tim Merlier            | Belgique               | Soudal Quick-Step      | 54 pts                 |
| 6e                     | Ilan Van Wilder        | Belgique               | Soudal Quick-Step      | 48 pts                 |
| 7e                     | Oscar Onley            | Royaume-Uni            | Team DSM-Firmenich     | 43 pts                 |
| 8e                     | Fernando Gaviria       | Colombie               | Movistar Team          | 43 pts                 |
| 9e                     | Stanisław Aniołkowski  | Pologne                | Human Powered Health   | 38 pts                 |
| 10e                    | Matteo Moschetti       | Italie                 | Q36.5 Pro Cycling Team | 38 pts                 |

| Classement des sprints | Classement des sprints | Classement des sprints | Classement des sprints | Classement des sprints |
| Coureur                | Coureur                | Pays                   | Équipe                 | Points                 |
| ---------------------- | ---------------------- | ---------------------- | ---------------------- | ---------------------- |
| 1er                    | Matej Mohorič          | Slovénie               | Bahrain Victorious     | 68 pts                 |
| 2e                     | João Almeida           | Portugal               | UAE Team Emirates      | 68 pts                 |
| 3e                     | Michał Kwiatkowski     | Pologne                | Ineos Grenadiers       | 66 pts                 |
| 4e                     | Marijn van den Berg    | Pays-Bas               | EF Education-EasyPost  | 61 pts                 |
| 5e                     | Tim Merlier            | Belgique               | Soudal Quick-Step      | 54 pts                 |
| 6e                     | Ilan Van Wilder        | Belgique               | Soudal Quick-Step      | 48 pts                 |
| 7e                     | Oscar Onley            | Royaume-Uni            | Team DSM-Firmenich     | 43 pts                 |
| 8e                     | Fernando Gaviria       | Colombie               | Movistar Team          | 43 pts                 |
| 9e                     | Stanisław Aniołkowski  | Pologne                | Human Powered Health   | 38 pts                 |
| 10e                    | Matteo Moschetti       | Italie                 | Q36.5 Pro Cycling Team | 38 pts                 |

| Classement de la montagne | Classement de la montagne | Classement de la montagne | Classement de la montagne | Classement de la montagne |
| Coureur                   | Coureur                   | Pays                      | Équipe                    | Points                    |
| ------------------------- | ------------------------- | ------------------------- | ------------------------- | ------------------------- |
| 1er                       | Markus Hoelgaard          | Norvège                   | Lidl-Trek                 | 25 pts                    |
| 2e                        | Jacopo Mosca              | Italie                    | Lidl-Trek                 | 18 pts                    |
| 3e                        | Thomas De Gendt           | Belgique                  | Lotto Dstny               | 17 pts                    |
| 4e                        | Bert Van Lerberghe        | Belgique                  | Soudal Quick-Step         | 8 pts                     |
| 5e                        | Tobias Lund Andresen      | Danemark                  | Team DSM-Firmenich        | 6 pts                     |
| 6e                        | Damiano Caruso            | Italie                    | Bahrain Victorious        | 5 pts                     |
| 7e                        | Lucas Hamilton            | Australie                 | Team Jayco AlUla          | 5 pts                     |
| 8e                        | Christian Scaroni         | Italie                    | Astana Qazaqstan Team     | 5 pts                     |
| 9e                        | Dorian Godon              | France                    | AG2R Citroën Team         | 4 pts                     |
| 10e                       | Andreas Kron              | Danemark                  | Lotto Dstny               | 4 pts                     |

| Classement de la montagne | Classement de la montagne | Classement de la montagne | Classement de la montagne | Classement de la montagne |
| Coureur                   | Coureur                   | Pays                      | Équipe                    | Points                    |
| ------------------------- | ------------------------- | ------------------------- | ------------------------- | ------------------------- |
| 1er                       | Markus Hoelgaard          | Norvège                   | Lidl-Trek                 | 25 pts                    |
| 2e                        | Jacopo Mosca              | Italie                    | Lidl-Trek                 | 18 pts                    |
| 3e                        | Thomas De Gendt           | Belgique                  | Lotto Dstny               | 17 pts                    |
| 4e                        | Bert Van Lerberghe        | Belgique                  | Soudal Quick-Step         | 8 pts                     |
| 5e                        | Tobias Lund Andresen      | Danemark                  | Team DSM-Firmenich        | 6 pts                     |
| 6e                        | Damiano Caruso            | Italie                    | Bahrain Victorious        | 5 pts                     |
| 7e                        | Lucas Hamilton            | Australie                 | Team Jayco AlUla          | 5 pts                     |
| 8e                        | Christian Scaroni         | Italie                    | Astana Qazaqstan Team     | 5 pts                     |
| 9e                        | Dorian Godon              | France                    | AG2R Citroën Team         | 4 pts                     |
| 10e                       | Andreas Kron              | Danemark                  | Lotto Dstny               | 4 pts                     |

| Classement de la combativité | Classement de la combativité | Classement de la combativité | Classement de la combativité | Classement de la combativité |
| Coureur                      | Coureur                      | Pays                         | Équipe                       | Points                       |
| ---------------------------- | ---------------------------- | ---------------------------- | ---------------------------- | ---------------------------- |
| 1er                          | Patryk Stosz                 | Pologne                      | Pologne                      | 18 pts                       |
| 2e                           | Sebastian Schönberger        | Autriche                     | Human Powered Health         | 6 pts                        |
| 3e                           | Bert Van Lerberghe           | Belgique                     | Soudal Quick-Step            | 6 pts                        |
| 4e                           | Filippo Ridolfo              | Italie                       | Team Novo Nordisk            | 6 pts                        |
| 5e                           | Markus Hoelgaard             | Norvège                      | Lidl-Trek                    | 5 pts                        |
| 6e                           | Tobias Lund Andresen         | Danemark                     | Team DSM-Firmenich           | 4 pts                        |
| 7e                           | Norbert Banaszek             | Pologne                      | Pologne                      | 4 pts                        |
| 8e                           | Matej Mohorič                | Slovénie                     | Bahrain Victorious           | 3 pts                        |
| 9e                           | Sam Brand                    | Royaume-Uni                  | Team Novo Nordisk            | 3 pts                        |
| 10e                          | João Almeida                 | Portugal                     | UAE Team Emirates            | 2 pts                        |

| Classement de la combativité | Classement de la combativité | Classement de la combativité | Classement de la combativité | Classement de la combativité |
| Coureur                      | Coureur                      | Pays                         | Équipe                       | Points                       |
| ---------------------------- | ---------------------------- | ---------------------------- | ---------------------------- | ---------------------------- |
| 1er                          | Patryk Stosz                 | Pologne                      | Pologne                      | 18 pts                       |
| 2e                           | Sebastian Schönberger        | Autriche                     | Human Powered Health         | 6 pts                        |
| 3e                           | Bert Van Lerberghe           | Belgique                     | Soudal Quick-Step            | 6 pts                        |
| 4e                           | Filippo Ridolfo              | Italie                       | Team Novo Nordisk            | 6 pts                        |
| 5e                           | Markus Hoelgaard             | Norvège                      | Lidl-Trek                    | 5 pts                        |
| 6e                           | Tobias Lund Andresen         | Danemark                     | Team DSM-Firmenich           | 4 pts                        |
| 7e                           | Norbert Banaszek             | Pologne                      | Pologne                      | 4 pts                        |
| 8e                           | Matej Mohorič                | Slovénie                     | Bahrain Victorious           | 3 pts                        |
| 9e                           | Sam Brand                    | Royaume-Uni                  | Team Novo Nordisk            | 3 pts                        |
| 10e                          | João Almeida                 | Portugal                     | UAE Team Emirates            | 2 pts                        |

| Classement par équipes | Classement par équipes | Classement par équipes | Classement par équipes |
| Équipe                 | Équipe                 | Pays                   | Temps                  |
| ---------------------- | ---------------------- | ---------------------- | ---------------------- |
| 1re                    | UAE Team Emirates      | Émirats arabes unis    | 78 h 54 min 32 s       |
| 2e                     | Soudal Quick-Step      | Belgique               | + 1 min 33 s           |
| 3e                     | Ineos Grenadiers       | Royaume-Uni            | + 5 min 43 s           |
| 4e                     | AG2R Citroën Team      | France                 | + 5 min 45 s           |
| 5e                     | Team Jayco AlUla       | Australie              | + 6 min 29 s           |
| 6e                     | Bahrain Victorious     | Bahreïn                | + 8 min 28 s           |
| 7e                     | Astana Qazaqstan Team  | Kazakhstan             | + 9 min 03 s           |
| 8e                     | Astana Qazaqstan Team  | Kazakhstan             | + 10 min 40 s          |
| 9e                     | Team DSM-Firmenich     | Pays-Bas               | + 11 min 27 s          |
| 10e                    | Jumbo-Visma            | Pays-Bas               | + 11 min 40 s          |

| Classement par équipes | Classement par équipes | Classement par équipes | Classement par équipes |
| Équipe                 | Équipe                 | Pays                   | Temps                  |
| ---------------------- | ---------------------- | ---------------------- | ---------------------- |
| 1re                    | UAE Team Emirates      | Émirats arabes unis    | 78 h 54 min 32 s       |
| 2e                     | Soudal Quick-Step      | Belgique               | + 1 min 33 s           |
| 3e                     | Ineos Grenadiers       | Royaume-Uni            | + 5 min 43 s           |
| 4e                     | AG2R Citroën Team      | France                 | + 5 min 45 s           |
| 5e                     | Team Jayco AlUla       | Australie              | + 6 min 29 s           |
| 6e                     | Bahrain Victorious     | Bahreïn                | + 8 min 28 s           |
| 7e                     | Astana Qazaqstan Team  | Kazakhstan             | + 9 min 03 s           |
| 8e                     | Astana Qazaqstan Team  | Kazakhstan             | + 10 min 40 s          |
| 9e                     | Team DSM-Firmenich     | Pays-Bas               | + 11 min 27 s          |
| 10e                    | Jumbo-Visma            | Pays-Bas               | + 11 min 40 s          |

### Classements UCI
La course attribue des points au Classement mondial UCI 2023 selon le barème suivant :
| Position           | 1er | 2e  | 3e  | 4e  | 5e  | 6e  | 7e  | 8e  | 9e | 10e | 11e | 12e | 13e | 14e | 15e | 16e à 20e | 21e à 30e | 31e à 50e | 51e à 55e | 56e à 60e |
| Classement général | 400 | 320 | 260 | 220 | 180 | 140 | 120 | 100 | 80 | 68  | 56  | 48  | 40  | 32  | 28  | 24        | 16        | 8         | 4         | 2         |
| Par étapes         | 50  | 30  | 25  | 20  | 15  | 10  | 8   | 6   | 3  | 1   |     |     |     |     |     |           |           |           |           |           |
| Leader             | 8   |     |     |     |     |     |     |     |    |     |     |     |     |     |     |           |           |           |           |           |

| Rang | Coureur | Équipe | Général | Étape | Leader | Total |
| ---- | ------- | ------ | ------- | ----- | ------ | ----- |
| 1    |         |        |         |       |        |       |
| 2    |         |        |         |       |        |       |
| 3    |         |        |         |       |        |       |
| 4    |         |        |         |       |        |       |
| 5    |         |        |         |       |        |       |
| 6    |         |        |         |       |        |       |
| 7    |         |        |         |       |        |       |
| 8    |         |        |         |       |        |       |
| 9    |         |        |         |       |        |       |
| 10   |         |        |         |       |        |       |

## Évolution des classements
| Étape              | Vainqueur           | Classement général | Classement par points | Classement de la montagne | Classement des sprints intermédiaires | Classement du meilleur polonais | Classement par équipes |
| ------------------ | ------------------- | ------------------ | --------------------- | ------------------------- | ------------------------------------- | ------------------------------- | ---------------------- |
| 1                  | Tim Merlier         | Tim Merlier        | Tim Merlier           | Norbert Banaszek          | Patryk Stosz                          | Maciej Paterski                 | Jumbo-Visma            |
| 2                  | Matej Mohorič       | Matej Mohorič      | Matej Mohorič         | Lucas Hamilton            | Patryk Stosz                          | Michał Kwiatkowski              | UAE Emirates           |
| 3                  | Rafał Majka         | Matej Mohorič      | Matej Mohorič         | Jacopo Mosca              | Patryk Stosz                          | Rafał Majka                     | UAE Emirates           |
| 4                  | Olav Kooij          | Matej Mohorič      | Matej Mohorič         | Jacopo Mosca              | Patryk Stosz                          | Rafał Majka                     | UAE Emirates           |
| 5                  | Marijn van den Berg | Matej Mohorič      | Matej Mohorič         | Markus Hoelgaard          | Patryk Stosz                          | Michał Kwiatkowski              | UAE Emirates           |
| 6                  | Mattia Cattaneo     | Matej Mohorič      | Matej Mohorič         | Markus Hoelgaard          | Patryk Stosz                          | Michał Kwiatkowski              | UAE Emirates           |
| 7                  | Tim Merlier         | Matej Mohorič      | Matej Mohorič         | Markus Hoelgaard          | Patryk Stosz                          | Michał Kwiatkowski              | UAE Emirates           |
| Classements finals | Classements finals  | Matej Mohorič      | Matej Mohorič         | Markus Hoelgaard          | Patryk Stosz                          | Michał Kwiatkowski              | UAE Emirates           |

## Liste des participants
| Ineos Grenadiers IGD | Ineos Grenadiers IGD              | Ineos Grenadiers IGD |
| -------------------- | --------------------------------- | -------------------- |
| Num                  | Coureur                           | Pos                  |
| 1                    | Michał Kwiatkowski (POL) (chrono) | 3e                   |
| 2                    | Pavel Sivakov (FRA)               | 14e                  |
| 3                    | Geraint Thomas (GBR)              | 47e                  |
| 4                    | Thymen Arensman (NED)             | 49e                  |
| 5                    | Laurens De Plus (BEL)             | 51e                  |
| 6                    | Kim Heiduk (GER)                  | 62e                  |
| 7                    | Salvatore Puccio (ITA)            | 127e                 |

| AG2R Citroën Team ACT | AG2R Citroën Team ACT   | AG2R Citroën Team ACT |
| --------------------- | ----------------------- | --------------------- |
| Num                   | Coureur                 | Pos                   |
| 11                    | Mikaël Cherel (FRA)     | 36e                   |
| 12                    | Pierre Gautherat (FRA)  | 92e                   |
| 13                    | Dorian Godon (FRA)      | 23e                   |
| 14                    | Lawrence Naesen (BEL)   | 72e                   |
| 15                    | Bastien Tronchon (FRA)  | 71e                   |
| 16                    | Andrea Vendrame (ITA)   | 22e                   |
| 17                    | Lawrence Warbasse (USA) | 29e                   |

| Alpecin-Deceuninck ADC | Alpecin-Deceuninck ADC  | Alpecin-Deceuninck ADC |
| ---------------------- | ----------------------- | ---------------------- |
| Num                    | Coureur                 | Pos                    |
| 21                     | Nicola Conci (ITA)      | 21e                    |
| 22                     | Alexander Krieger (GER) | 146e                   |
| 23                     | Jakub Mareczko (ITA)    | 148e                   |
| 24                     | Senne Leysen (BEL)      | 69e                    |
| 25                     | Oscar Riesebeek (NED)   | NP-6                   |
| 26                     | Lionel Taminiaux (BEL)  | 133e                   |
| 27                     | Jensen Plowright (AUS)  | 137e                   |

| Astana Qazaqstan Team AST | Astana Qazaqstan Team AST | Astana Qazaqstan Team AST |
| ------------------------- | ------------------------- | ------------------------- |
| Num                       | Coureur                   | Pos                       |
| 31                        | Samuele Battistella (ITA) | 9e                        |
| 32                        | Gianmarco Garofoli (ITA)  | NP-6                      |
| 33                        | Yevgeniy Gidich (KAZ)     | 139e                      |
| 34                        | Davide Martinelli (ITA)   | 138e                      |
| 35                        | Antonio Nibali (ITA)      | 73e                       |
| 36                        | Christian Scaroni (ITA)   | 13e                       |
| 37                        | Vadim Pronskiy (KAZ)      | 57e                       |

| Bahrain Victorious TBV | Bahrain Victorious TBV         | Bahrain Victorious TBV |
| ---------------------- | ------------------------------ | ---------------------- |
| Num                    | Coureur                        | Pos                    |
| 41                     | Damiano Caruso (ITA)           | 18e                    |
| 42                     | Kamil Gradek (POL)             | 111e                   |
| 43                     | Matevž Govekar (SLO)           | 98e                    |
| 44                     | Fran Miholjević (CRO) (chrono) | AB-7                   |
| 45                     | Matej Mohorič (SLO)            | 1er                    |
| 46                     | Andrea Pasqualon (ITA)         | 96e                    |
| 47                     | Antonio Tiberi (ITA)           | 45e                    |

| Bora-Hansgrohe BOH | Bora-Hansgrohe BOH         | Bora-Hansgrohe BOH |
| ------------------ | -------------------------- | ------------------ |
| Num                | Coureur                    | Pos                |
| 51                 | Lennard Kämna (GER)        | 50e                |
| 52                 | Giovanni Aleotti (ITA)     | 32e                |
| 53                 | Shane Archbold (NZL)       | 151e               |
| 54                 | Cesare Benedetti (POL)     | 63e                |
| 55                 | Sergio Higuita (COL)       | 19e                |
| 56                 | Ryan Mullen (IRL) (chrono) | 118e               |
| 57                 | Sam Bennett (IRL)          | NP-6               |

| Cofidis COF | Cofidis COF           | Cofidis COF |
| ----------- | --------------------- | ----------- |
| Num         | Coureur               | Pos         |
| 61          | Max Walscheid (GER)   | 132e        |
| 62          | Piet Allegaert (BEL)  | 52e         |
| 63          | Davide Cimolai (ITA)  | 142e        |
| 64          | Rubén Fernández (ESP) | 33e         |
| 65          | Wesley Kreder (NED)   | AB-4        |
| 66          | Jonathan Lastra (ESP) | 27e         |
| 67          | Harrison Wood (GBR)   | 107e        |

| EF Education-EasyPost EFE | EF Education-EasyPost EFE       | EF Education-EasyPost EFE |
| ------------------------- | ------------------------------- | ------------------------- |
| Num                       | Coureur                         | Pos                       |
| 71                        | Stefan Bissegger (SUI) (chrono) | NP-7                      |
| 72                        | Stefan de Bod (RSA) (chrono)    | 31e                       |
| 73                        | Julius van den Berg (NED)       | 74e                       |
| 74                        | Jens Keukeleire (BEL)           | 76e                       |
| 75                        | Mark Padun (UKR)                | 100e                      |
| 76                        | Łukasz Wiśniowski (POL)         | 104e                      |
| 77                        | Marijn van den Berg (NED)       | 30e                       |

| Groupama-FDJ GFC | Groupama-FDJ GFC      | Groupama-FDJ GFC |
| ---------------- | --------------------- | ---------------- |
| Num              | Coureur               | Pos              |
| 81               | Lewis Askey (GBR)     | 43e              |
| 82               | Clément Davy (FRA)    | 99e              |
| 83               | Lorenzo Germani (ITA) | 60e              |
| 84               | Lenny Martinez (FRA)  | 12e              |
| 85               | Paul Penhoët (FRA)    | 95e              |
| 86               | Samuel Watson (GBR)   | NP-6             |
| 87               | Bram Welten (NED)     | 114e             |

| Intermarché-Circus-Wanty ICW | Intermarché-Circus-Wanty ICW | Intermarché-Circus-Wanty ICW |
| ---------------------------- | ---------------------------- | ---------------------------- |
| Num                          | Coureur                      | Pos                          |
| 91                           | Dries De Pooter (BEL)        | 83e                          |
| 92                           | Rune Herregodts (BEL)        | 82e                          |
| 93                           | Julius Johansen (DEN)        | NP-1                         |
| 94                           | Madis Mihkels (EST)          | 59e                          |
| 95                           | Hugo Page (FRA)              | 105e                         |
| 96                           | Gerben Thijssen (BEL)        | 130e                         |
| 97                           | Boy van Poppel (NED)         | 101e                         |

| Jumbo-Visma TJV | Jumbo-Visma TJV              | Jumbo-Visma TJV |
| --------------- | ---------------------------- | --------------- |
| Num             | Coureur                      | Pos             |
| 101             | Koen Bouwman (NED)           | 53e             |
| 102             | Jos van Emden (NED) (chrono) | AB-4            |
| 103             | Tobias Foss (NOR) (chrono)   | 42e             |
| 104             | Mick van Dijke (NED)         | NP-6            |
| 105             | Olav Kooij (NED)             | NP-6            |
| 106             | Sam Oomen (NED)              | 26e             |
| 107             | Tosh Van der Sande (BEL)     | 54e             |

| Lidl-Trek LTK | Lidl-Trek LTK           | Lidl-Trek LTK |
| ------------- | ----------------------- | ------------- |
| Num           | Coureur                 | Pos           |
| 111           | Jon Aberasturi (ESP)    | NP-3          |
| 112           | Asbjørn Hellemose (DEN) | 34e           |
| 113           | Markus Hoelgaard (NOR)  | 39e           |
| 114           | Jacopo Mosca (ITA)      | 93e           |
| 115           | Edward Theuns (BEL)     | 79e           |
| 116           | Antwan Tolhoek (NED)    | 48e           |
| 117           | Otto Vergaerde (BEL)    | 80e           |

| Movistar Team MOV | Movistar Team MOV       | Movistar Team MOV |
| ----------------- | ----------------------- | ----------------- |
| Num               | Coureur                 | Pos               |
| 121               | Fernando Gaviria (COL)  | 136e              |
| 122               | Imanol Erviti (ESP)     | 64e               |
| 123               | Ruben Guerreiro (POR)   | 25e               |
| 124               | Max Kanter (GER)        | 94e               |
| 125               | Mathias Norsgaard (DEN) | 119e              |
| 126               | Juri Hollmann (GER)     | 103e              |
| 127               | Sergio Samitier (ESP)   | 102e              |

| Soudal Quick-Step SOQ | Soudal Quick-Step SOQ    | Soudal Quick-Step SOQ |
| --------------------- | ------------------------ | --------------------- |
| Num                   | Coureur                  | Pos                   |
| 131                   | Mattia Cattaneo (ITA)    | 5e                    |
| 132                   | Josef Černý (CZE)        | 109e                  |
| 133                   | Jan Hirt (CZE)           | 65e                   |
| 134                   | Tim Merlier (BEL)        | 112e                  |
| 135                   | Bert Van Lerberghe (BEL) | 86e                   |
| 136                   | Ilan Van Wilder (BEL)    | 4e                    |
| 137                   | Louis Vervaeke (BEL)     | 17e                   |

| Lotto Dstny LTD | Lotto Dstny LTD           | Lotto Dstny LTD |
| --------------- | ------------------------- | --------------- |
| Num             | Coureur                   | Pos             |
| 141             | Thomas De Gendt (BEL)     | 89e             |
| 142             | Andreas Kron (DEN)        | 70e             |
| 144             | Milan Menten (BEL)        | 90e             |
| 145             | Sylvain Moniquet (BEL)    | 11e             |
| 146             | Michael Schwarzmann (GER) | 115e            |
| 147             | Rüdiger Selig (GER)       | 120e            |
| 148             | Lennert Van Eetvelt (BEL) | 15e             |

| Arkéa-Samsic ARK | Arkéa-Samsic ARK      | Arkéa-Samsic ARK |
| ---------------- | --------------------- | ---------------- |
| Num              | Coureur               | Pos              |
| 151              | Kévin Vauquelin (FRA) | 20e              |
| 152              | Michel Ries (LUX)     | 35e              |
| 153              | Clément Russo (FRA)   | 87e              |
| 154              | Łukasz Owsian (POL)   | 58e              |
| 155              | Daniel McLay (GBR)    | AB-7             |
| 156              | Kévin Ledanois (FRA)  | NP-3             |
| 157              | David Dekker (NED)    | 150e             |

| Team DSM-Firmenich DSM | Team DSM-Firmenich DSM     | Team DSM-Firmenich DSM |
| ---------------------- | -------------------------- | ---------------------- |
| Num                    | Coureur                    | Pos                    |
| 161                    | Tobias Lund Andresen (DEN) | 97e                    |
| 162                    | Patrick Bevin (NZL)        | NP-2                   |
| 163                    | Sean Flynn (GBR)           | 66e                    |
| 164                    | Lorenzo Milesi (ITA)       | 56e                    |
| 165                    | Oscar Onley (GBR)          | 10e                    |
| 166                    | Max Poole (GBR)            | 38e                    |
| 167                    | Casper van Uden (NED)      | 91e                    |

| Team Jayco AlUla JAY | Team Jayco AlUla JAY        | Team Jayco AlUla JAY |
| -------------------- | --------------------------- | -------------------- |
| Num                  | Coureur                     | Pos                  |
| 171                  | Eddie Dunbar (IRL)          | 7e                   |
| 172                  | Tsgabu Grmay (ETH) (chrono) | 44e                  |
| 173                  | Lucas Hamilton (AUS)        | 68e                  |
| 174                  | Michael Hepburn (AUS)       | 122e                 |
| 175                  | Matteo Sobrero (ITA)        | 28e                  |
| 176                  | Blake Quick (AUS)           | 135e                 |
| 177                  | Callum Scotson (AUS)        | 55e                  |

| UAE Team Emirates UAD | UAE Team Emirates UAD          | UAE Team Emirates UAD |
| --------------------- | ------------------------------ | --------------------- |
| Num                   | Coureur                        | Pos                   |
| 181                   | Pascal Ackermann (GER)         | 134e                  |
| 182                   | João Almeida (POR) (chrono)    | 2e                    |
| 183                   | Finn Fisher-Black (NZL)        | 77e                   |
| 184                   | Davide Formolo (ITA)           | 67e                   |
| 185                   | Rafał Majka (POL)              | 8e                    |
| 186                   | Brandon McNulty (USA) (chrono) | 6e                    |
| 187                   | Tim Wellens (BEL)              | 40e                   |

| Human Powered Health HPM | Human Powered Health HPM    | Human Powered Health HPM |
| ------------------------ | --------------------------- | ------------------------ |
| Num                      | Coureur                     | Pos                      |
| 191                      | Stanisław Aniołkowski (POL) | 116e                     |
| 192                      | Alan Banaszek (POL) (route) | 141e                     |
| 193                      | Paul Double (GBR)           | 108e                     |
| 194                      | Barnabás Peák (HUN)         | 147e                     |
| 195                      | Sebastian Schönberger (AUT) | 37e                      |
| 196                      | Sasha Weemaes (BEL)         | 149e                     |
| 197                      | Gijs Van Hoecke (BEL)       | 121e                     |

| Q36.5 Pro Cycling Team Q36 | Q36.5 Pro Cycling Team Q36 | Q36.5 Pro Cycling Team Q36 |
| -------------------------- | -------------------------- | -------------------------- |
| Num                        | Coureur                    | Pos                        |
| 201                        | Jack Bauer (NZL)           | 106e                       |
| 202                        | Mark Donovan (GBR)         | 24e                        |
| 203                        | Carl Fredrik Hagen (NOR)   | 46e                        |
| 204                        | Tobias Ludvigsson (SWE)    | 85e                        |
| 205                        | Kamil Małecki (POL)        | 124e                       |
| 206                        | Matteo Moschetti (ITA)     | 126e                       |
| 207                        | Szymon Sajnok (POL)        | 128e                       |

| Team Novo Nordisk TNN | Team Novo Nordisk TNN | Team Novo Nordisk TNN |
| --------------------- | --------------------- | --------------------- |
| Num                   | Coureur               | Pos                   |
| 211                   | Matyáš Kopecký (CZE)  | 113e                  |
| 212                   | Andrea Peron (ITA)    | 123e                  |
| 213                   | Filippo Ridolfo (ITA) | 131e                  |
| 214                   | Péter Kusztor (HUN)   | 78e                   |
| 215                   | Sam Brand (GBR)       | 125e                  |
| 216                   | David Lozano (ESP)    | 75e                   |
| 217                   | Umberto Poli (ITA)    | 145e                  |

| Tudor Pro Cycling Team TUD | Tudor Pro Cycling Team TUD     | Tudor Pro Cycling Team TUD |
| -------------------------- | ------------------------------ | -------------------------- |
| Num                        | Coureur                        | Pos                        |
| 221                        | Sebastian Kolze Changizi (DEN) | 129e                       |
| 222                        | Arvid de Kleijn (NED)          | 144e                       |
| 223                        | Alexander Kamp (DEN)           | 110e                       |
| 224                        | Rick Pluimers (NED)            | 81e                        |
| 225                        | Joël Suter (SUI)               | 143e                       |
| 226                        | Yannis Voisard (SUI)           | 16e                        |
| 227                        | Maikel Zijlaard (NED)          | AB-3                       |

| Pologne POL | Pologne POL      | Pologne POL |
| ----------- | ---------------- | ----------- |
| Num         | Coureur          | Pos         |
| 231         | Marcin Budziński | 41e         |
| 232         | Jakub Kaczmarek  | 84e         |
| 233         | Norbert Banaszek | 140e        |
| 234         | Patryk Stosz     | 117e        |
| 235         | Piotr Brożyna    | 61e         |
| 236         | Maciej Paterski  | 88e         |
| 237         | Bartłomiej Proć  | HD-3        |

| Ineos Grenadiers IGD | Ineos Grenadiers IGD              | Ineos Grenadiers IGD |
| -------------------- | --------------------------------- | -------------------- |
| Num                  | Coureur                           | Pos                  |
| 1                    | Michał Kwiatkowski (POL) (chrono) | 3e                   |
| 2                    | Pavel Sivakov (FRA)               | 14e                  |
| 3                    | Geraint Thomas (GBR)              | 47e                  |
| 4                    | Thymen Arensman (NED)             | 49e                  |
| 5                    | Laurens De Plus (BEL)             | 51e                  |
| 6                    | Kim Heiduk (GER)                  | 62e                  |
| 7                    | Salvatore Puccio (ITA)            | 127e                 |

| AG2R Citroën Team ACT | AG2R Citroën Team ACT   | AG2R Citroën Team ACT |
| --------------------- | ----------------------- | --------------------- |
| Num                   | Coureur                 | Pos                   |
| 11                    | Mikaël Cherel (FRA)     | 36e                   |
| 12                    | Pierre Gautherat (FRA)  | 92e                   |
| 13                    | Dorian Godon (FRA)      | 23e                   |
| 14                    | Lawrence Naesen (BEL)   | 72e                   |
| 15                    | Bastien Tronchon (FRA)  | 71e                   |
| 16                    | Andrea Vendrame (ITA)   | 22e                   |
| 17                    | Lawrence Warbasse (USA) | 29e                   |

| Alpecin-Deceuninck ADC | Alpecin-Deceuninck ADC  | Alpecin-Deceuninck ADC |
| ---------------------- | ----------------------- | ---------------------- |
| Num                    | Coureur                 | Pos                    |
| 21                     | Nicola Conci (ITA)      | 21e                    |
| 22                     | Alexander Krieger (GER) | 146e                   |
| 23                     | Jakub Mareczko (ITA)    | 148e                   |
| 24                     | Senne Leysen (BEL)      | 69e                    |
| 25                     | Oscar Riesebeek (NED)   | NP-6                   |
| 26                     | Lionel Taminiaux (BEL)  | 133e                   |
| 27                     | Jensen Plowright (AUS)  | 137e                   |

| Astana Qazaqstan Team AST | Astana Qazaqstan Team AST | Astana Qazaqstan Team AST |
| ------------------------- | ------------------------- | ------------------------- |
| Num                       | Coureur                   | Pos                       |
| 31                        | Samuele Battistella (ITA) | 9e                        |
| 32                        | Gianmarco Garofoli (ITA)  | NP-6                      |
| 33                        | Yevgeniy Gidich (KAZ)     | 139e                      |
| 34                        | Davide Martinelli (ITA)   | 138e                      |
| 35                        | Antonio Nibali (ITA)      | 73e                       |
| 36                        | Christian Scaroni (ITA)   | 13e                       |
| 37                        | Vadim Pronskiy (KAZ)      | 57e                       |

| Bahrain Victorious TBV | Bahrain Victorious TBV         | Bahrain Victorious TBV |
| ---------------------- | ------------------------------ | ---------------------- |
| Num                    | Coureur                        | Pos                    |
| 41                     | Damiano Caruso (ITA)           | 18e                    |
| 42                     | Kamil Gradek (POL)             | 111e                   |
| 43                     | Matevž Govekar (SLO)           | 98e                    |
| 44                     | Fran Miholjević (CRO) (chrono) | AB-7                   |
| 45                     | Matej Mohorič (SLO)            | 1er                    |
| 46                     | Andrea Pasqualon (ITA)         | 96e                    |
| 47                     | Antonio Tiberi (ITA)           | 45e                    |

| Bora-Hansgrohe BOH | Bora-Hansgrohe BOH         | Bora-Hansgrohe BOH |
| ------------------ | -------------------------- | ------------------ |
| Num                | Coureur                    | Pos                |
| 51                 | Lennard Kämna (GER)        | 50e                |
| 52                 | Giovanni Aleotti (ITA)     | 32e                |
| 53                 | Shane Archbold (NZL)       | 151e               |
| 54                 | Cesare Benedetti (POL)     | 63e                |
| 55                 | Sergio Higuita (COL)       | 19e                |
| 56                 | Ryan Mullen (IRL) (chrono) | 118e               |
| 57                 | Sam Bennett (IRL)          | NP-6               |

| Cofidis COF | Cofidis COF           | Cofidis COF |
| ----------- | --------------------- | ----------- |
| Num         | Coureur               | Pos         |
| 61          | Max Walscheid (GER)   | 132e        |
| 62          | Piet Allegaert (BEL)  | 52e         |
| 63          | Davide Cimolai (ITA)  | 142e        |
| 64          | Rubén Fernández (ESP) | 33e         |
| 65          | Wesley Kreder (NED)   | AB-4        |
| 66          | Jonathan Lastra (ESP) | 27e         |
| 67          | Harrison Wood (GBR)   | 107e        |

| EF Education-EasyPost EFE | EF Education-EasyPost EFE       | EF Education-EasyPost EFE |
| ------------------------- | ------------------------------- | ------------------------- |
| Num                       | Coureur                         | Pos                       |
| 71                        | Stefan Bissegger (SUI) (chrono) | NP-7                      |
| 72                        | Stefan de Bod (RSA) (chrono)    | 31e                       |
| 73                        | Julius van den Berg (NED)       | 74e                       |
| 74                        | Jens Keukeleire (BEL)           | 76e                       |
| 75                        | Mark Padun (UKR)                | 100e                      |
| 76                        | Łukasz Wiśniowski (POL)         | 104e                      |
| 77                        | Marijn van den Berg (NED)       | 30e                       |

| Groupama-FDJ GFC | Groupama-FDJ GFC      | Groupama-FDJ GFC |
| ---------------- | --------------------- | ---------------- |
| Num              | Coureur               | Pos              |
| 81               | Lewis Askey (GBR)     | 43e              |
| 82               | Clément Davy (FRA)    | 99e              |
| 83               | Lorenzo Germani (ITA) | 60e              |
| 84               | Lenny Martinez (FRA)  | 12e              |
| 85               | Paul Penhoët (FRA)    | 95e              |
| 86               | Samuel Watson (GBR)   | NP-6             |
| 87               | Bram Welten (NED)     | 114e             |

| Intermarché-Circus-Wanty ICW | Intermarché-Circus-Wanty ICW | Intermarché-Circus-Wanty ICW |
| ---------------------------- | ---------------------------- | ---------------------------- |
| Num                          | Coureur                      | Pos                          |
| 91                           | Dries De Pooter (BEL)        | 83e                          |
| 92                           | Rune Herregodts (BEL)        | 82e                          |
| 93                           | Julius Johansen (DEN)        | NP-1                         |
| 94                           | Madis Mihkels (EST)          | 59e                          |
| 95                           | Hugo Page (FRA)              | 105e                         |
| 96                           | Gerben Thijssen (BEL)        | 130e                         |
| 97                           | Boy van Poppel (NED)         | 101e                         |

| Jumbo-Visma TJV | Jumbo-Visma TJV              | Jumbo-Visma TJV |
| --------------- | ---------------------------- | --------------- |
| Num             | Coureur                      | Pos             |
| 101             | Koen Bouwman (NED)           | 53e             |
| 102             | Jos van Emden (NED) (chrono) | AB-4            |
| 103             | Tobias Foss (NOR) (chrono)   | 42e             |
| 104             | Mick van Dijke (NED)         | NP-6            |
| 105             | Olav Kooij (NED)             | NP-6            |
| 106             | Sam Oomen (NED)              | 26e             |
| 107             | Tosh Van der Sande (BEL)     | 54e             |

| Lidl-Trek LTK | Lidl-Trek LTK           | Lidl-Trek LTK |
| ------------- | ----------------------- | ------------- |
| Num           | Coureur                 | Pos           |
| 111           | Jon Aberasturi (ESP)    | NP-3          |
| 112           | Asbjørn Hellemose (DEN) | 34e           |
| 113           | Markus Hoelgaard (NOR)  | 39e           |
| 114           | Jacopo Mosca (ITA)      | 93e           |
| 115           | Edward Theuns (BEL)     | 79e           |
| 116           | Antwan Tolhoek (NED)    | 48e           |
| 117           | Otto Vergaerde (BEL)    | 80e           |

| Movistar Team MOV | Movistar Team MOV       | Movistar Team MOV |
| ----------------- | ----------------------- | ----------------- |
| Num               | Coureur                 | Pos               |
| 121               | Fernando Gaviria (COL)  | 136e              |
| 122               | Imanol Erviti (ESP)     | 64e               |
| 123               | Ruben Guerreiro (POR)   | 25e               |
| 124               | Max Kanter (GER)        | 94e               |
| 125               | Mathias Norsgaard (DEN) | 119e              |
| 126               | Juri Hollmann (GER)     | 103e              |
| 127               | Sergio Samitier (ESP)   | 102e              |

| Soudal Quick-Step SOQ | Soudal Quick-Step SOQ    | Soudal Quick-Step SOQ |
| --------------------- | ------------------------ | --------------------- |
| Num                   | Coureur                  | Pos                   |
| 131                   | Mattia Cattaneo (ITA)    | 5e                    |
| 132                   | Josef Černý (CZE)        | 109e                  |
| 133                   | Jan Hirt (CZE)           | 65e                   |
| 134                   | Tim Merlier (BEL)        | 112e                  |
| 135                   | Bert Van Lerberghe (BEL) | 86e                   |
| 136                   | Ilan Van Wilder (BEL)    | 4e                    |
| 137                   | Louis Vervaeke (BEL)     | 17e                   |

| Lotto Dstny LTD | Lotto Dstny LTD           | Lotto Dstny LTD |
| --------------- | ------------------------- | --------------- |
| Num             | Coureur                   | Pos             |
| 141             | Thomas De Gendt (BEL)     | 89e             |
| 142             | Andreas Kron (DEN)        | 70e             |
| 144             | Milan Menten (BEL)        | 90e             |
| 145             | Sylvain Moniquet (BEL)    | 11e             |
| 146             | Michael Schwarzmann (GER) | 115e            |
| 147             | Rüdiger Selig (GER)       | 120e            |
| 148             | Lennert Van Eetvelt (BEL) | 15e             |

| Arkéa-Samsic ARK | Arkéa-Samsic ARK      | Arkéa-Samsic ARK |
| ---------------- | --------------------- | ---------------- |
| Num              | Coureur               | Pos              |
| 151              | Kévin Vauquelin (FRA) | 20e              |
| 152              | Michel Ries (LUX)     | 35e              |
| 153              | Clément Russo (FRA)   | 87e              |
| 154              | Łukasz Owsian (POL)   | 58e              |
| 155              | Daniel McLay (GBR)    | AB-7             |
| 156              | Kévin Ledanois (FRA)  | NP-3             |
| 157              | David Dekker (NED)    | 150e             |

| Team DSM-Firmenich DSM | Team DSM-Firmenich DSM     | Team DSM-Firmenich DSM |
| ---------------------- | -------------------------- | ---------------------- |
| Num                    | Coureur                    | Pos                    |
| 161                    | Tobias Lund Andresen (DEN) | 97e                    |
| 162                    | Patrick Bevin (NZL)        | NP-2                   |
| 163                    | Sean Flynn (GBR)           | 66e                    |
| 164                    | Lorenzo Milesi (ITA)       | 56e                    |
| 165                    | Oscar Onley (GBR)          | 10e                    |
| 166                    | Max Poole (GBR)            | 38e                    |
| 167                    | Casper van Uden (NED)      | 91e                    |

| Team Jayco AlUla JAY | Team Jayco AlUla JAY        | Team Jayco AlUla JAY |
| -------------------- | --------------------------- | -------------------- |
| Num                  | Coureur                     | Pos                  |
| 171                  | Eddie Dunbar (IRL)          | 7e                   |
| 172                  | Tsgabu Grmay (ETH) (chrono) | 44e                  |
| 173                  | Lucas Hamilton (AUS)        | 68e                  |
| 174                  | Michael Hepburn (AUS)       | 122e                 |
| 175                  | Matteo Sobrero (ITA)        | 28e                  |
| 176                  | Blake Quick (AUS)           | 135e                 |
| 177                  | Callum Scotson (AUS)        | 55e                  |

| UAE Team Emirates UAD | UAE Team Emirates UAD          | UAE Team Emirates UAD |
| --------------------- | ------------------------------ | --------------------- |
| Num                   | Coureur                        | Pos                   |
| 181                   | Pascal Ackermann (GER)         | 134e                  |
| 182                   | João Almeida (POR) (chrono)    | 2e                    |
| 183                   | Finn Fisher-Black (NZL)        | 77e                   |
| 184                   | Davide Formolo (ITA)           | 67e                   |
| 185                   | Rafał Majka (POL)              | 8e                    |
| 186                   | Brandon McNulty (USA) (chrono) | 6e                    |
| 187                   | Tim Wellens (BEL)              | 40e                   |

| Human Powered Health HPM | Human Powered Health HPM    | Human Powered Health HPM |
| ------------------------ | --------------------------- | ------------------------ |
| Num                      | Coureur                     | Pos                      |
| 191                      | Stanisław Aniołkowski (POL) | 116e                     |
| 192                      | Alan Banaszek (POL) (route) | 141e                     |
| 193                      | Paul Double (GBR)           | 108e                     |
| 194                      | Barnabás Peák (HUN)         | 147e                     |
| 195                      | Sebastian Schönberger (AUT) | 37e                      |
| 196                      | Sasha Weemaes (BEL)         | 149e                     |
| 197                      | Gijs Van Hoecke (BEL)       | 121e                     |

| Q36.5 Pro Cycling Team Q36 | Q36.5 Pro Cycling Team Q36 | Q36.5 Pro Cycling Team Q36 |
| -------------------------- | -------------------------- | -------------------------- |
| Num                        | Coureur                    | Pos                        |
| 201                        | Jack Bauer (NZL)           | 106e                       |
| 202                        | Mark Donovan (GBR)         | 24e                        |
| 203                        | Carl Fredrik Hagen (NOR)   | 46e                        |
| 204                        | Tobias Ludvigsson (SWE)    | 85e                        |
| 205                        | Kamil Małecki (POL)        | 124e                       |
| 206                        | Matteo Moschetti (ITA)     | 126e                       |
| 207                        | Szymon Sajnok (POL)        | 128e                       |

| Team Novo Nordisk TNN | Team Novo Nordisk TNN | Team Novo Nordisk TNN |
| --------------------- | --------------------- | --------------------- |
| Num                   | Coureur               | Pos                   |
| 211                   | Matyáš Kopecký (CZE)  | 113e                  |
| 212                   | Andrea Peron (ITA)    | 123e                  |
| 213                   | Filippo Ridolfo (ITA) | 131e                  |
| 214                   | Péter Kusztor (HUN)   | 78e                   |
| 215                   | Sam Brand (GBR)       | 125e                  |
| 216                   | David Lozano (ESP)    | 75e                   |
| 217                   | Umberto Poli (ITA)    | 145e                  |

| Tudor Pro Cycling Team TUD | Tudor Pro Cycling Team TUD     | Tudor Pro Cycling Team TUD |
| -------------------------- | ------------------------------ | -------------------------- |
| Num                        | Coureur                        | Pos                        |
| 221                        | Sebastian Kolze Changizi (DEN) | 129e                       |
| 222                        | Arvid de Kleijn (NED)          | 144e                       |
| 223                        | Alexander Kamp (DEN)           | 110e                       |
| 224                        | Rick Pluimers (NED)            | 81e                        |
| 225                        | Joël Suter (SUI)               | 143e                       |
| 226                        | Yannis Voisard (SUI)           | 16e                        |
| 227                        | Maikel Zijlaard (NED)          | AB-3                       |

| Pologne POL | Pologne POL      | Pologne POL |
| ----------- | ---------------- | ----------- |
| Num         | Coureur          | Pos         |
| 231         | Marcin Budziński | 41e         |
| 232         | Jakub Kaczmarek  | 84e         |
| 233         | Norbert Banaszek | 140e        |
| 234         | Patryk Stosz     | 117e        |
| 235         | Piotr Brożyna    | 61e         |
| 236         | Maciej Paterski  | 88e         |
| 237         | Bartłomiej Proć  | HD-3        |